# Kopiska
Kopiska (dawniej: Budy Kopiska) – wieś sołecka w Polsce położona w województwie mazowieckim, w powiecie grodziskim, w gminie Baranów. Przez wieś przebiega od 2012 r. autostrada A2, dla której zbudowano wiadukt nad rezerwą terenu pod przedłużenie Centralnej Magistrali Kolejowej; dwa lata wcześniej w tym miejscu wsi znajdowały się filary nieukończonego wiaduktu tzw. olimpijki.
W latach 1975–1998 miejscowość administracyjnie należała do województwa skierniewickiego.